# Agnès Berthet
Pour les articles homonymes, voir Berthet.
Agnès Berthet, née le 19 novembre 1976 à Saint-Étienne, est une nageuse synchronisée française.

## Biographie
Agnès Berthet remporte la médaille d'argent par équipe aux Championnats d'Europe de natation 1995, aux Championnats d'Europe de natation 1997 et aux Championnats d'Europe de natation 1999.